# Jeraj
Jeraj  je priimek v Sloveniji, ki ga je po podatkih Statističnega urada Republike Slovenije na dan 1. januarja 2010 uporabljalo 733 oseb.

## Znani nosilci priimka
- Alenka Jeraj (*1973), političarka in poslanka
- Josip Jeraj (1892—1964), teolog, profesor TEOF
- Jožef Jeraj (*1938), agronom, politik, diplomat
- Karel Jeraj (1874—1951), skladatelj in violinist
- Kar(o)la Jeraj Škerjanc (1911—2000), violončelistka, glasbena pedagoginja
- Mara Kralj (r. Jeraj) (1909—2010), keramičarka, kiparka, slikarka, ilustratorka, filmska maskerka, oblikovalka lutk
- Mateja Jeraj (*1955), zgodovinarka, arhivistka
- Mina Jeraj (1927—2012), gledališka in filmska igralka
- Miro(slav) Jeraj (*1946), informatik, organizatorik
- Mitja Jeraj, ekonomist, strok. za podjetništvo
- Robert Jeraj, medicinski fizik, onkolog, univ. prof.
- Vida Jeraj (prv. i. Franica Vovk) (1875—1932), pesnica
- Vida Jeraj Hribar (1902—2002), violinistka, glasbena pedagoginja, kulturna organizatorka
- Zmago Jeraj (1937—2015), slikar in grafik, likovni pedagog